# Congregatie van Savigny
De congregatie van Savigny (of orde van Savigny) was een congregatie van abdijen en priorijen opgericht in de eerste helft van de 12e eeuw. In 1148 affilieerde ze zich met de Orde van Cîteaux. Onder leiding van de abdij van Savigny in het bisdom Avranches, vandaag gelegen in Savigny-le-Vieux (departement Manche) telde ze verschillende dochterabdijen in Frankrijk en Engeland.

## Geschiedenis

### Stichting: Vitalis
In de jaren 1090 werd de latere heilige Vitalis, toen kanunnik van de kapittel van Saint-Évroult te Mortain, kluizenaar en stichtte verschillende klooster in de wouden van Normandië, de Maine en Bretagne.
Hij vestigde zijn kluizenarij in 1105 in het woud van Savigny. De gronden werden geschonken door Raoul de Fougères. Formeel werd de abdij gesticht in 1112 door een aantal van zijn volgelingen. Zij volgden de regel van Benedictus. De leden droegen een grijs habijt.

### Uitbreiding: Godfried
In 1119 nam paus Celestinus II de congregatie onder zijn bescherming. Onder de abt en latere heilige Godfried († 1139), de opvolger van Vitalis, breidde de abdij zich al snel uit en werden talrijke dochterabdijen gesticht. Sommige op het continent zoals de abdij van Vaux-de-Cernay in 1118 of de abdij van Beaubec-la-Rosière in 1127. De meerderheid van de stichtingen was echter op de Britse eilanden, waarvan de eerste de abdij van Furness was. Deze werd door Stefanus van Blois, de latere Engelse koning, gesticht in 1123.
- 1118 – stichting van de abdij van Vaux-de-Cernay (bisdom Parijs) door de monniken van Savigny
- 1123 – stichting van de abdij van Furness (Engelse graafschap Cumbria) door de monniken van Savigny
- 1127 – stichting van de abdij van Beaubec-la-Rosière (hertogdom Normandië) door de monniken van Savigny
- 1130 – stichting van de abdij van Foucarmont (bisdom Rouen) door de monniken van Savigny
- 1131 – stichting van de abdij van Aunay (Aunay-sur-Odon, bisdom Bayeux) door de monniken van Savigny fondation par les moines de Savigny
- 1132 – stichting van de eerste abdij van Quarr (op het eiland Wight, te Devon) door de monniken van Savigny
- 1134 – stichting van de abdij van Rushen (op het eiland Man) door monniken van Furness
- 1134 – stichting van de abdij van Calder (Cumbria) door de monniken van Furness, na vier jaar vernietigd en hersticht als abdij van Byland in 1142
- 1135 – stichting van de abdij van Buildwas, dochter van de abdij van Furness, in Shropshire
- 1136 – overname door de monniken van Savigny van de abdij van Buckfast in Devon op vraag van Stefanus van Bloisde
- 1137 – stichting van de Onze-Lieve-Vrouwe-en-Sint-Janabdij te Breuil-Benoît

### Einde en aanhechting aan Cîteaux: Serlon
De derde abt, Evan Langlois, een van de eerste volgelingen van Vital, heerste niet langer dan één jaar. In 1140 werd hij reeds vervangen door Serlon († 1158), een leerling van Sint-Godfried. .
- 1140 – stichting van de abdij van La Trappe, onder Serlon
- ca. 1140 – stichting van de abdij van Barbery (hertogdom Normandië).
- 1140 – stichting door Stefanus van Engeland van de abdij van Coggeshall door de monniken van Savigny
- 1142 – officialisatie van de directe afhankelijkheid van de abdij van Byland (Yorkshire) gesticht door de monniken van de abdij van Calder ten gevolge van haar verwoesting in 1138.
- 1145 – stichting van de abdij van Jervaulx, dochter van Byland (Yorkshire)

De congregatie telde 33 kloosters, zonder alle niet afhankelijke dochters te tellen.
Met de problemen in de abij van Jervaulx, gesticht door de monniken van Byland, maar geweigerd door het moederhuis te Savigny, slaagde Serlon er niet meer in de eenheid van de orde te herstellen en te behouden. Meerdere kloosters streefden ernaar onafhankelijk te worden. Op het generaal-kapitel van 1146 waren slechts twee van de twaalf Britse kloosters vertegenwoordigd, namelijk Neath en Quarr. De abt besloot de ganse congregatie binnen de orde van Cîteaux onder te brengen. Dit gebeurt effectief op het generaal-kapittel van 1147. Meerdere Engelse kloosters weigerden, maar werden ten slotte door een bul van paus Eugenius III hiertoe verplicht (11 april 1147). Alle huizen bleven bewaard, maar werden verplicht hun grijze pijen in te ruilen voor de witte cisterziënzerpijen.